# Sportpark De Kievit
Sportpark De Kievit ligt in Geldrop en dankt haar naam aan de gelijknamige buurt in Braakhuizen-Noord. Het sportpark omvat twee gedeelten: de voetbalvelden in gebruik door VV Geldrop en SV Braakhuizen en de sportaccommodaties aan de Kervel. Sporthal De Kievit ligt aan dit complex. Hiernaast bevond zich het voormalige Sportfondsenbad.

## Voetbalvelden
De velden werden aangelegd tussen 1964 en 1967. Het terrein was opgehoogd en de natuurlijke drainage op de aan de zijde van De Spaarpot aangelegde sloot was voldoende, zoals later ook bleek. Toch werden er reeds bij aanleg onder de velden van VV Geldrop zogenaamde gres-buizen onder het terrein aangelegd die afwateren op de sloot. Van daaruit wordt het water door een pomp actief naar de Kleine Dommel afgevoerd. Tussen 1985 en 1995 werden de velden van VV Geldrop van een nieuwe toplaag en een nieuw kunststof drainagesysteem voorzien.
Het sportpark werd in 1966 in gebruik genomen toen SV Braakhuizen de eerste velden, bedoeld voor VV Geldrop, en de toen gereed zijnde kleedkamers en clubgebouw in gebruik nam. Tot die tijd trainde de club op twee drassige velden aan de Spoelstraat en Kettingstraat. In 1977 verhuisde VV Braakhuizen naar haar eigen terrein, waarop in dat jaar ook de kleedkamers (ook die voor de dames) en clubhuis gereed waren. VV Geldrop, dat tot dan trainde en speelde op Sportpark De Bronzenwei, nam toen haar eigen accommodatie in gebruik. De openingswedstrijd (bij VV Geldrop) was op 4 november 1967: Geldrop A1 -  Braakhuizen A1 die met 4-2 werd gewonnen door Braakhuizen.
Het bestond destijds uit 6 speelvelden voor VV Geldrop en 4 voor SV Braakhuizen. Beide hadden daarnaast ieder de beschikking over een trainingsveld. Na de keuze voor kunstgras in 2002 werden 4 velden afgestoten en werden toegevoegd aan industrieterrein De Spaarpot. Het hoofdveld van VV Geldrop werd in 2013 ook voorzien van kunstgras. Thans bestaat het terrein uit 3 natuurgrasvelden en 2 voor kunstgras voor VV Geldrop, en respectievelijk 2 en 1 voor SV Braakhuizen. Naast alle kunstgrasvelden is bij VV Geldrop ook nog een natuurgrasveld verlicht.
De zittribune van VV Geldrop werd in 1973 overgenomen van Sparta '25 uit Beek en Donk en werd bekostigd door de gemeente Geldrop die hem vervolgens verhuurde aan VV Geldrop. Per 1 januari 1991 werd de tribune eigendom van de VV Geldrop. Bij de privatisering was bepaald dat VV Geldrop achterstallig onderhoud diende uit te voeren alsmede enkele aanbevelingen van de KNVB diende te volgen. In 1990 werden twee sta tribunes gebouwd. Deze werden bekostigd uit de opbrengst van de loterij die in 1985-1986 werd gehouden ter gelegenheid van het 60-jarig bestaan op 26 mei 1986. Op 29 april 2013 brandde de tribune af en werd het terrein betrokken bij het terras van het clubgebouw.
Het oorspronkelijke clubgebouw van VV Geldrop werd in 1982 vervangen door een nieuw. De redenen voor verhuizing was dat het oude houten paviljoen aan slijtage onderhevig was. Daarnaast speelde mee dat de naastgelegen buurt overlast had van het bestaande clubgebouw. De vereniging wilde graag een uit steen opgetrokken kleed- en clubgebouw dat voldeed aan de daaraan te stellen eisen en waarin ook ruimte was voor twee kleed- en waslokalen, scheidsrechterslokaal en EHBO-ruimte. Door de verplaatsing was er bovendien sprake van een betere relatie hoofdveld/kleedvoorzieningen. In 1997 werd het paviljoen van SV Braakhuizen gerenoveerd en uitgebreid. In 2012 werd hieraan een serre/rookruimte toegevoegd. In 2011 werden op het terrein nieuwe kleedlokalencomplexen in gebruik genomen, waarbij het eigendom van de gebouwen werd overgedragen aan de verenigingen.

## Sportaccommodaties De Kervel
Begin jaren 70 werd het moerasland ten noorden van het Hulsterbroekpad, gelegen tussen De Kervel en de Kleine Dommel in fases opgehoogd. Als eerste ontstond hierdoor een veld dat bij het openbaar groen werd betrokken. Ten noorden daarvan werd begin jaren 80 een voor die tijd moderne trimbaan aangelegd. Naast langs diverse trimtoestellen liep het parcours ook over een steile heuvel. Het zuidelijke grasveld werd toen omheind en in gebruik genomen als sportveld. De trimbaan hield begin jaren 90 op te bestaan. In 1993 werd hier een verhard wielerparkoers aangelegd voor de wielersportvereniging Trap met Lust, thans TML/Dommelstreek.
Het zuidelijke terrein was in gebruik bij de Korfbalvereniging Geldrop. Deze hield eind jaren 90 op te bestaan. In 1993 werd ten behoeve van Handbalclub Geldrop een asfalt speelveld aangelegd. HCG maakte tot 2006 hiervan gebruik. In 1997 werd een accommodatie ingericht voor de Scherpschuttersvereniging Sint Joris. In 2000 werd het voormalige korfbalterrein in gebruik genomen door de Kynologenclub De Kempen. Het op het complex aanwezige clubgebouw met kleedkamers werd in eigendom overgedragen aan deze vereniging. In 2006 werden binnen de accommodatie beperkte atletiekvoorzieningen (onder meer hoogspringen, verspringen, discusring) aangelegd voor een dependance van PSV-Atletiek, later overgegaan in Eindhoven Atletiek. Met ingang van 2014 stopte deze vereniging met het gebruik hiervan. Handboogvereniging Sint Jozefdoelen richtte in 2008 op het accommodatieterrein een buitenbaan in.

## Sportfondsenbad
Het sportfondsenbad aan de Linze werd gebouwd in 1971 en in 1972 in gebruik genomen. Zwemvereniging Thalassa maakte er gebruik van alsmede de naastliggende scholen voor het schoolzwemmen. In 1988 werd de exploitatieovereenkomst met N.V. Sportfondsenbad beëindigd. Vanaf 1989 werd het bad in bruikleen gegeven aan Geldrop Recreatie B.V. totdat het nieuwe overdekte bad bij zwembad De Smelen in september 1990 in gebruik werd genomen. In 1991 werd het gebouw gesloopt. 